# Saon

Saon este o comună în departamentul Calvados, Franța. În 1 ianuarie 2022 avea o populație de 223 de locuitori.